# Danza de Els Porrots

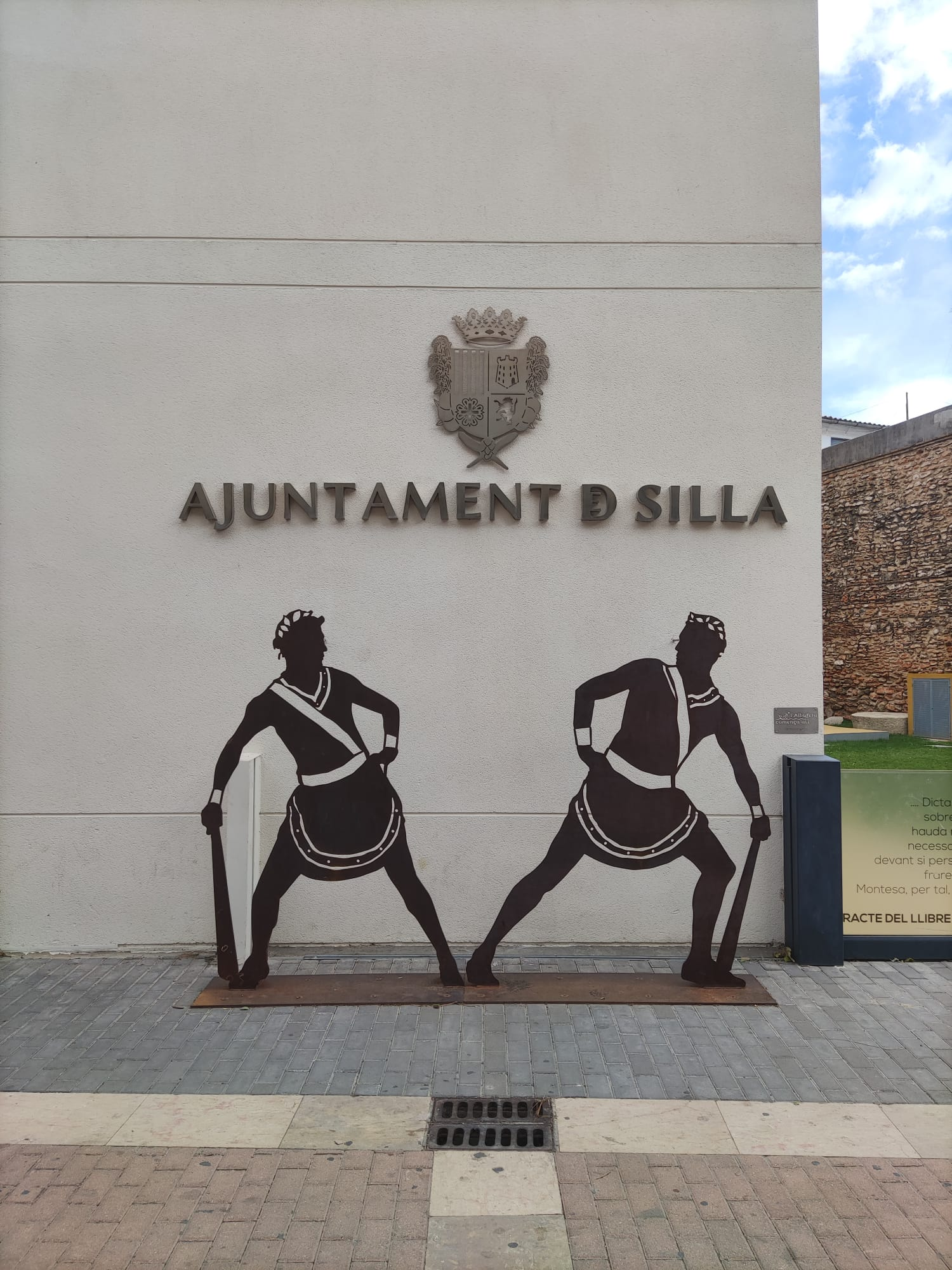
Escultura sobre la Dansa del Porrots en el Ajuntament de Silla

## Danza

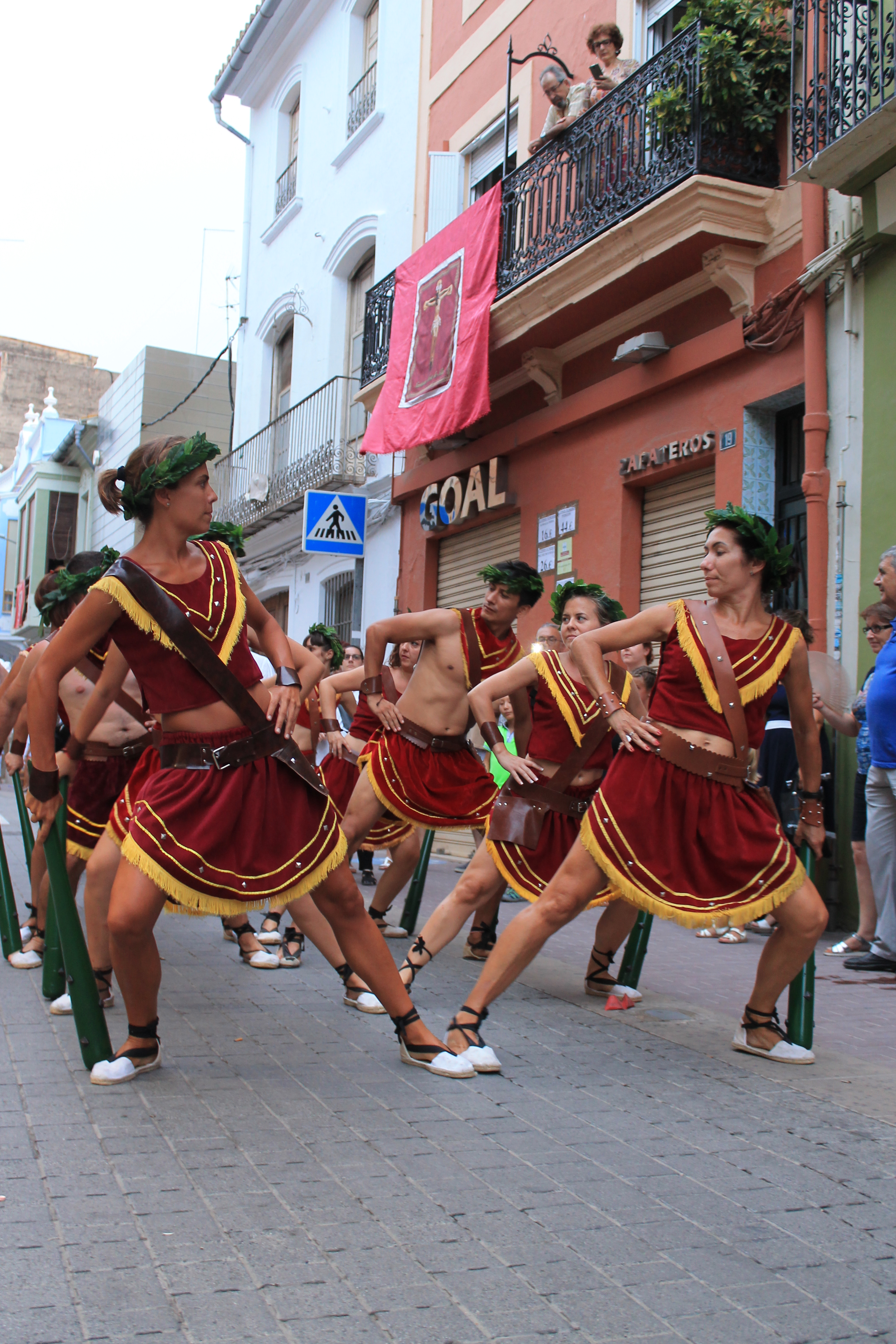
Danza de Els Porrots "Costat"

La ejecución del baile viene a recordar diferentes escenas relacionadas con unas actitudes destinadas a la lucha, los enfrentamientos o las acusaciones  las cuales se expresan a través de las posiciones corporales que ejecutan los bailarines, la tensión de sus músculos durante los movimientos y manteniendo una actitud de seriedad en todo momento otorgándoles así un mayor nivel de tensión a la escena que se quiere representar.
Los bailarines se colocan en dos filas, una al lado de otra, mirando en el mismo sentido y con el porrot apoyado en el hombro derecho. A la persona que se sitúa delante de la fila se le llama cap (cabeza) y al último cua (cola). Cuando la música empieza a sonar, los danzantes realizan el Pas Militar, después, el cap avanza y gira por uno de sus lados hasta posicionarse en el lugar en el que estaba el cua, mirando en dirección contraria y con todos los compañeros detrás. Los de la fila derecha van hacia la derecha y los de la izquierda hacia el lado contrario. Al llegar ahí, vuelve a realizar el Pas militar. Cuando termina la frase musical, el cap de fila vuelve a realizar lo mismo de antes para volver a la posición inicial y realizan otra vez los pasos. Durante estas vueltas lo único que hacen es caminar de forma digna con la maza en el hombro.
Cuando vuelven al inicio, empieza el segundo paso llamado Costat (lado). Los danzantes inclinan el cuerpo en sentido contrario a su adversario, el de la fila de al lado, con una mano en la cintura y el extremo superior del porrot apoyado en el suelo con actitud provocadora, desafiándose mutuamente con la mirada.
Después de este va la figura llamada Costat i costat. La postura es igual a la anterior, con la diferencia de que ahora los pies de los bailadores se cruzan. Cuando vuelve a iniciar la melodía, se cambian de lado, el bailarín de la izquierda que se inclinaba hacia ese lado, ahora lo hace hacia la derecha y al contrario los otros. Se vuelve a repetir el Pas Militar, quedando ahora dos filas enfrentadas y se realiza el paso llamado Genoll (rodilla) en el que los bailarines se giran mirando a sus respectivas parejas. El bailarín, que está en la fila de la derecha, inclina su pierna derecha hacia delante, con uno de sus brazos señala la cara de su compañero y con la otra, que es con la que sujeta el porrot, se apoya en el suelo. Los del lado izquierdo apoyan una de sus piernas en la rodilla extendida del compañero de la derecha y con ambas manos alzan el porrot.

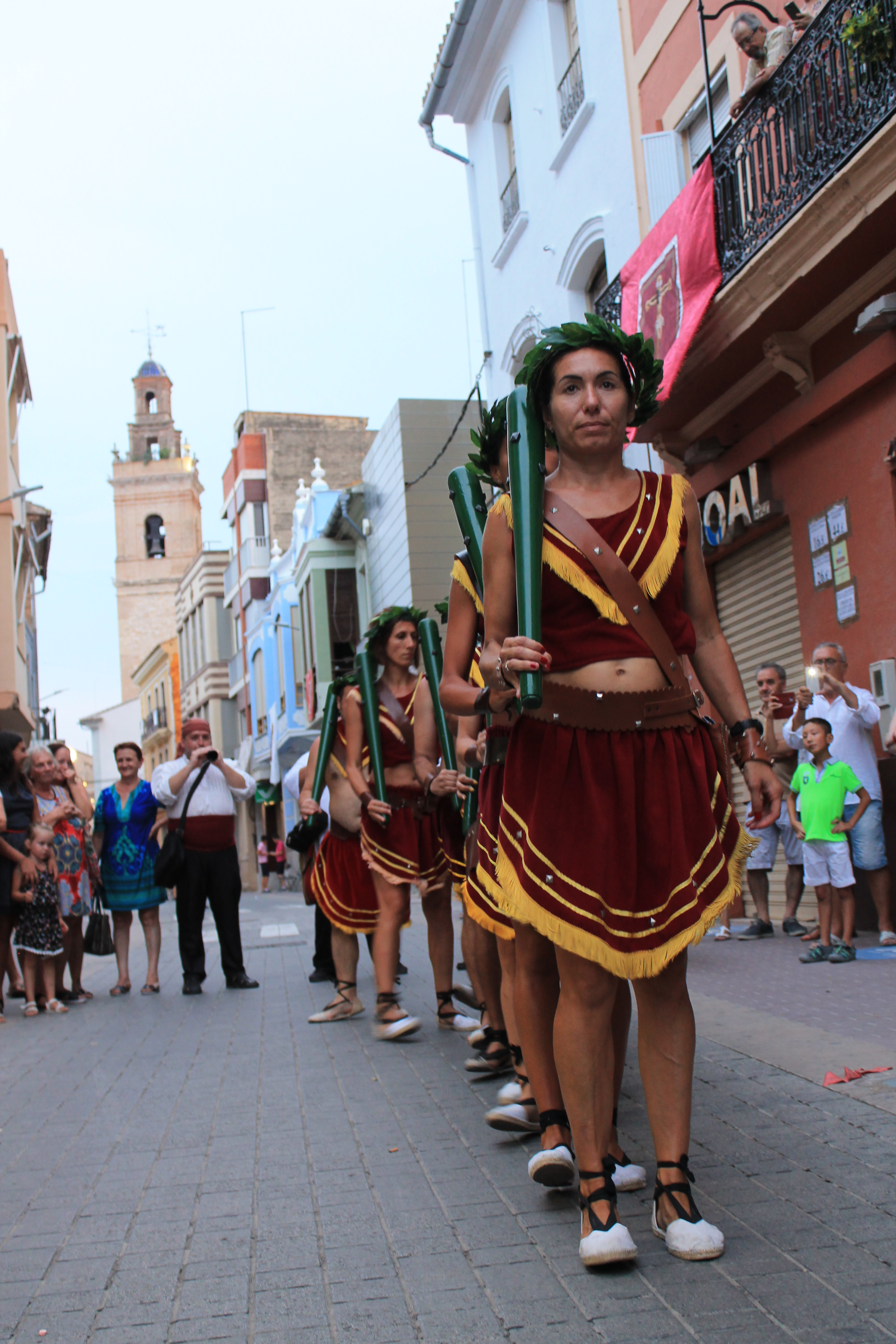
Danza de Els Porrots "fila"

De nuevo, al cambiar de melodía, vuelven a realizar el Pas Militar quedando en dos filas. El siguiente paso es Barba. Al igual que antes, los bailarines se quedan enfrentados. El de la izquierda adelanta una pierna, mientras levanta, con ambas manos y los brazos extendidos, el porrot. Los de la derecha se inclinan un poco hacia estos y colocan el porrot en su barbilla.
Vuelve a cambiar la melodía y las figuras se vuelven a deshacer, realizando de nuevo el Pas Militar y quedando en dos filas. El paso que sigue ahora se llama Braç (brazo). Para realizarlo saltan y se quedan con las piernas abiertas y los brazos extendidos en cruz, mirando en sentido opuesto y agarrándose de la parte interior del brazo. En la mano libre, también extendida, llevan el porrot el cual levantan. De nuevo un salto y el Pas Militar.
Seguido de esto viene la llamada Navaixa (navaja) que consiste en inclinarse hacia el lado contrario del compañero, como en un paso anterior y con ambas manos, extender el porrot hacia el frente. Después de esto realizan un salto y pasan directamente al siguiente paso llamado Assenyalar (señalar). Aquí, los bailarines de la derecha dejan el porrot en el suelo, con el mango o empuñadura hacia sí mismos y se inclinan hacia delante, apuntando con uno de los brazos al frente, mientras el otro lo apoyan en la espalda. Los de la izquierda alzan con ambas manos el porrot. Se vuelven a deshacer las figuras y después realizan el Pas Militar.

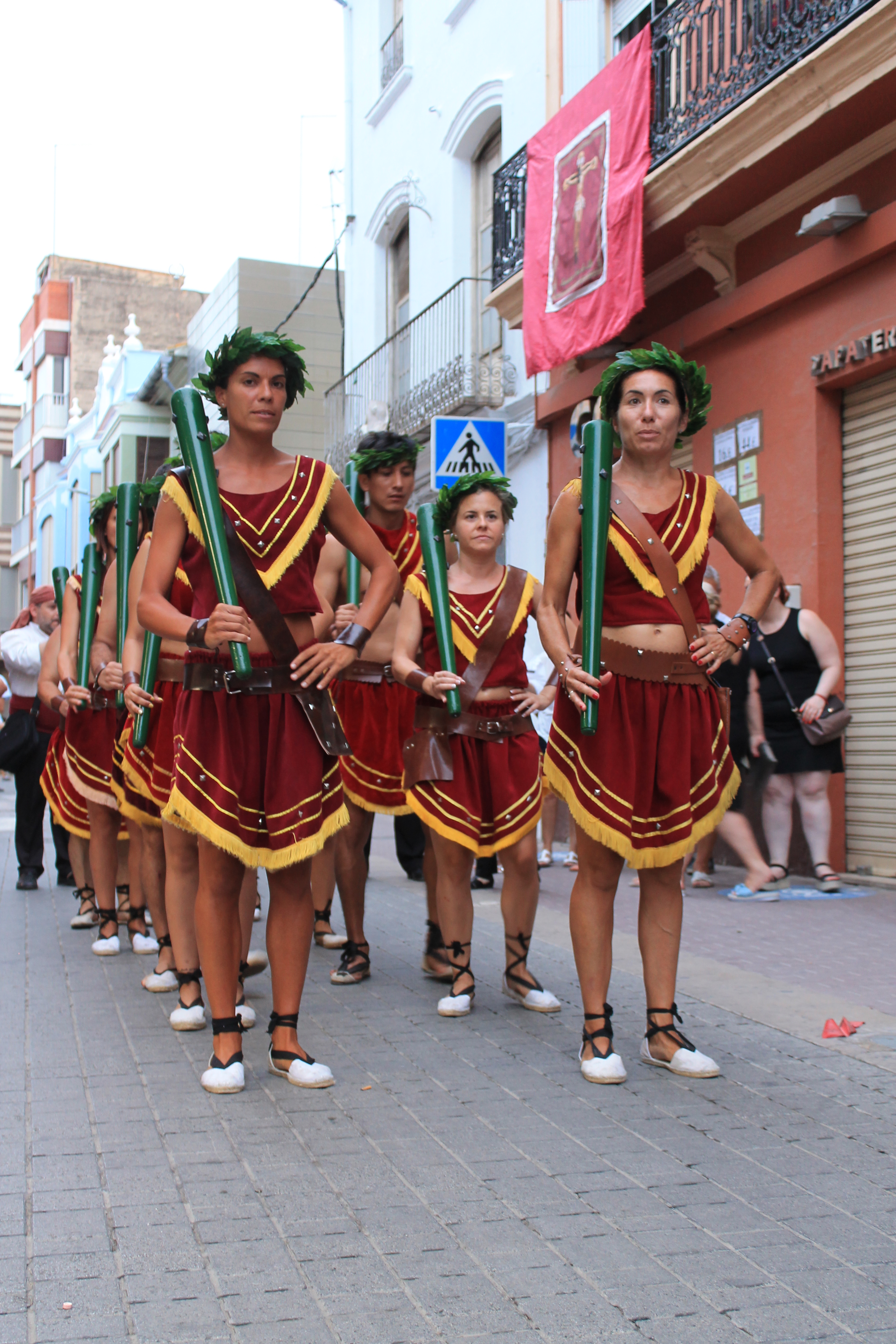
Danza de Els Porrots "ferms"

Aquí comienza la segunda parte, donde ya no hay más Pas Militar para pasar a otro paso. Tampoco hay filas. El siguiente paso es Amenaçar (amenazar). Las tres parejas del centro se separan y se quedan de pie, extendiendo los brazos con el porrot en mano. Las dos parejas de los extremos permanecen en su sitio mirando los del cap, de frente, a los de cua. La postura de los cuatro es igual, con el porrot en el suelo, se inclina hacia delante y extienden los brazos por detrás, con las manos abiertas y moviéndolas. El que quede a la derecha será el empomador (aquel que coge en el aire) y el de la izquierda el botador (saltador)
El siguiente paso se llama Pegar. Estos cuatro bailarines corren para enfrentarse con sus oponentes del extremo. Los empomadores se inclinan hacia atrás, haciendo que tiemblen las manos, mientras los botadores alzan el puño derecho sobre la cabeza de estos y lo agitan como si los golpearan. El siguiente paso es el mismo pero se invierten los roles, el que golpeaba ahora soporta los golpes. Tras esto vuelven a la posición de Amenaçar para realizar el siguiente paso.
Este se llama Bot a la cintura (salto la cintura) donde los empomadores permanecen en su sitio y las botadores corren a su encuentro para, posteriormente, dar un salto y subir a la cadera del empomador, este se sujeta a la cadera por los piernas cruzadas mientras extiende los brazos a los lados. El empomador sujeta al botador con un brazo, mientras que con el otro lo apunta. Se deshacen las figuras y vuelven a la postura de Amenaçar. Esta vez si cogen el porrot y lo sostienen horizontalmente mientras hacen temblar la mano izquierda.

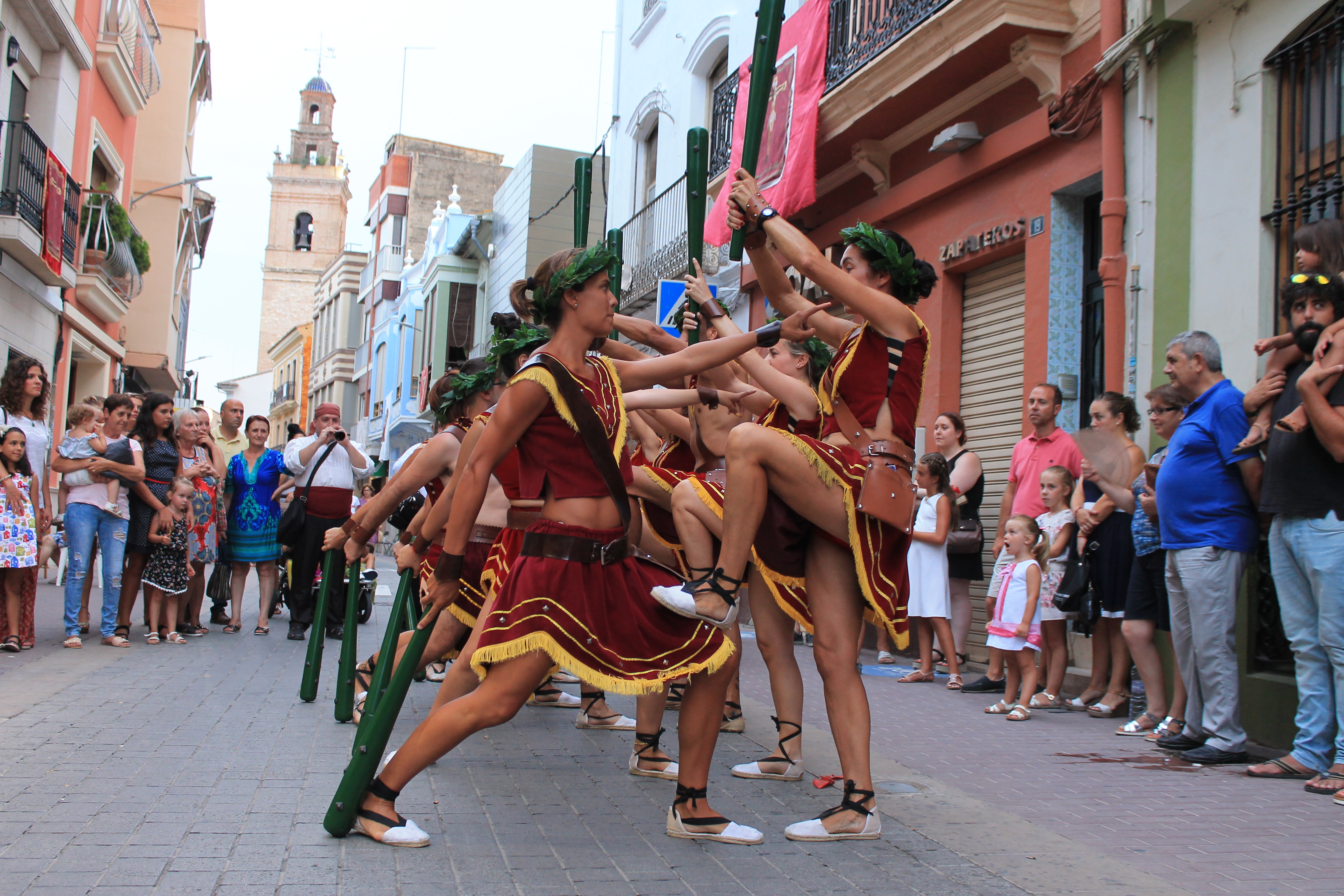
Danza de Els Porrots "genoll"

Posteriormente, un siguiente paso al que se le llama Bot a l'esquena (salto a la espalda) El botador corre y salta sobre el cuerpo inclinado del empomador, con una mano en la pierna para aguantar el peso y con la otra apuntando al botador. El botador tiene el pie izquierdo en el muslo y el derecho a la altura de los riñones. Con la mano izquierda alza el porrot en señal de triunfo. Se deshace la figura y vuelven a su sitio en la posición de Amenaça. Ya casi terminando, está el paso de Bot d’alt (salto arriba) donde el botador corre y, cuando llega ante el empomador, pone las manos en sus hombros y con los pies juntos salta. En esta pose, el empomador lo sujeta por las rodillas.

Finalmente, cuando se deshacen las figuras, vuelven a sus sitios y toman el porrot. Los seis apartados avanzan. Se forman todos en dos hileras y realizan un último Pas Militar que termina en una sola hilera y, colocando la parte superior del porrot en el suelo, se despiden.

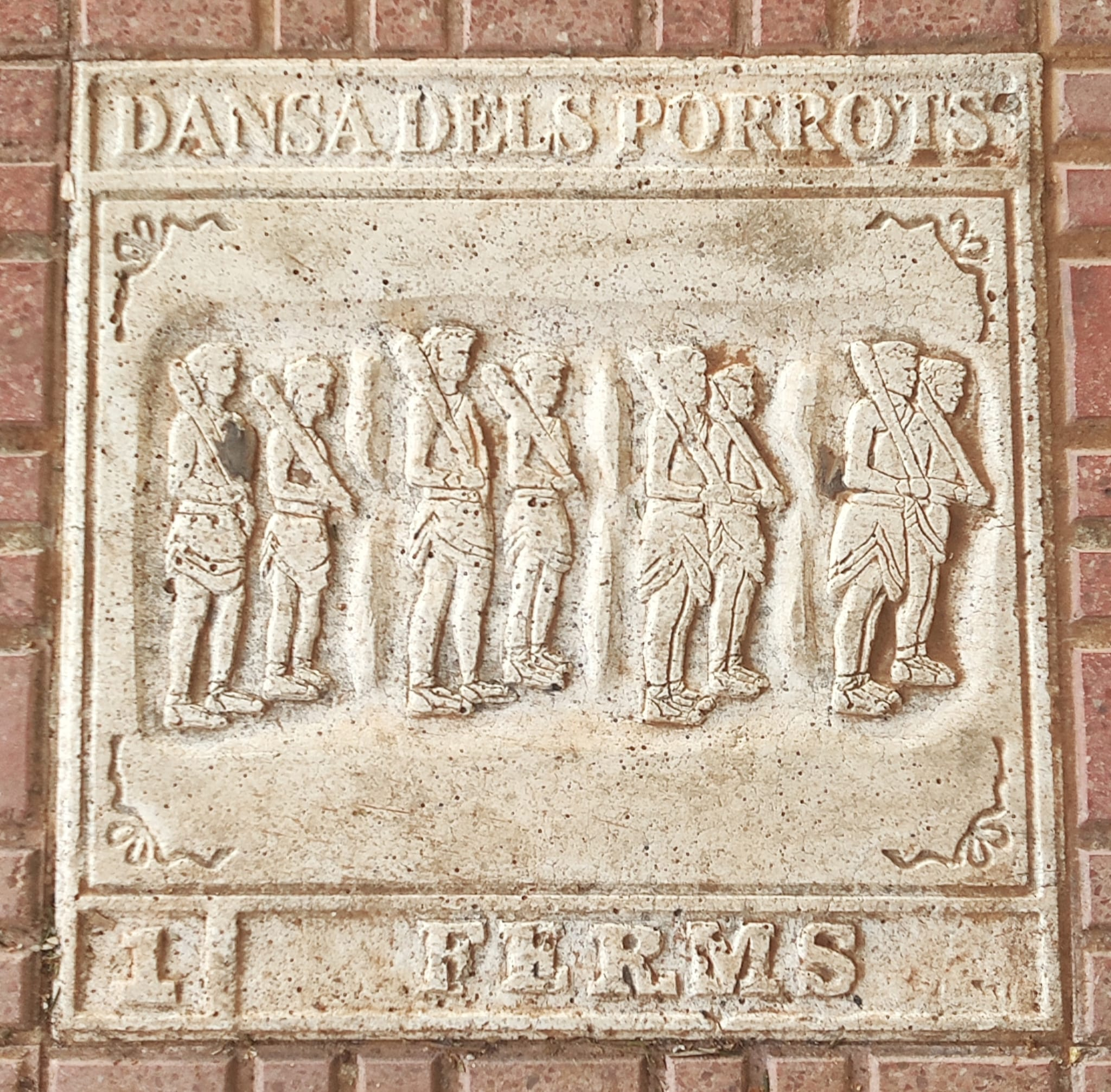
Paso 1. Ferms
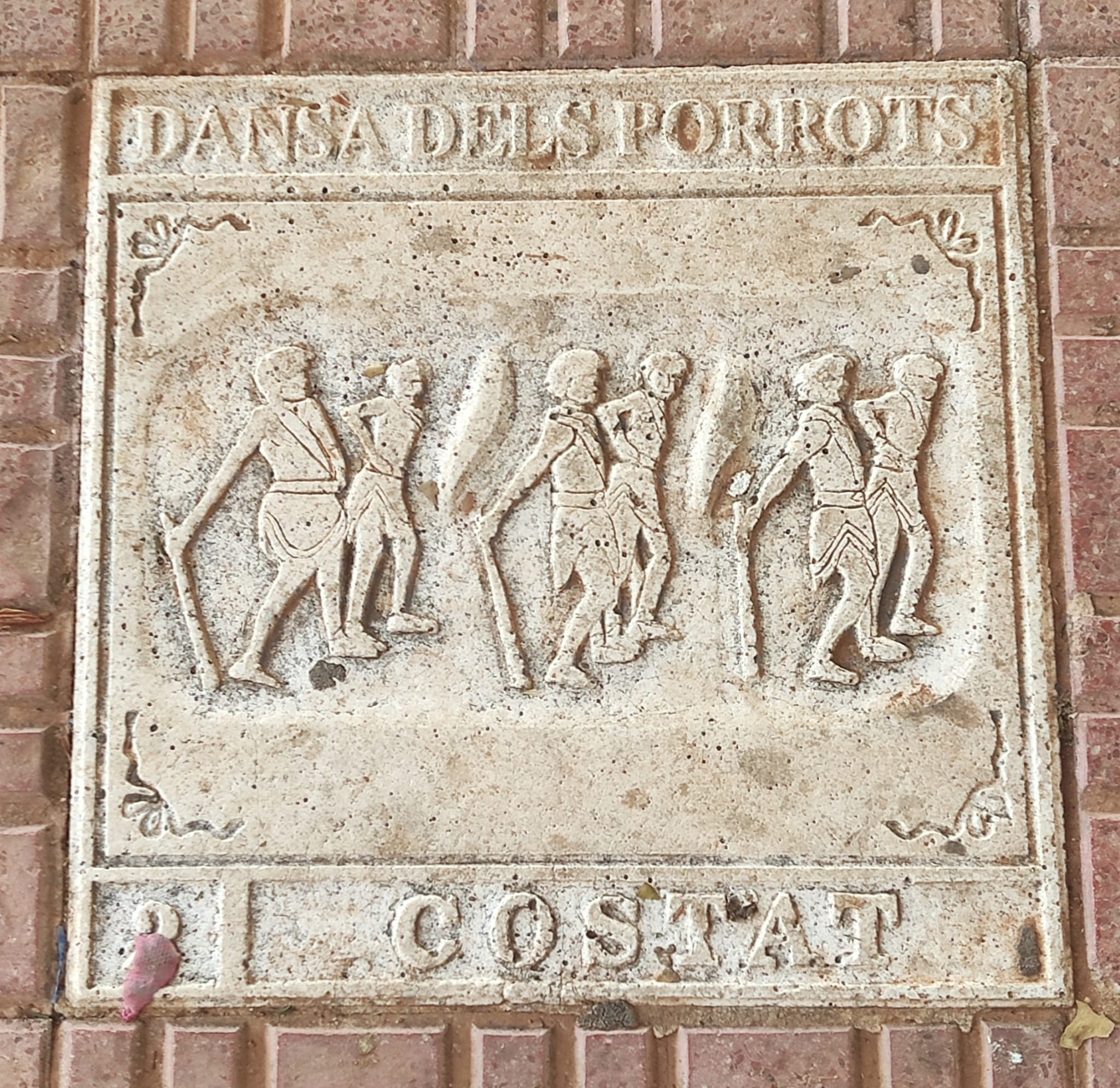
Paso 2. Costat
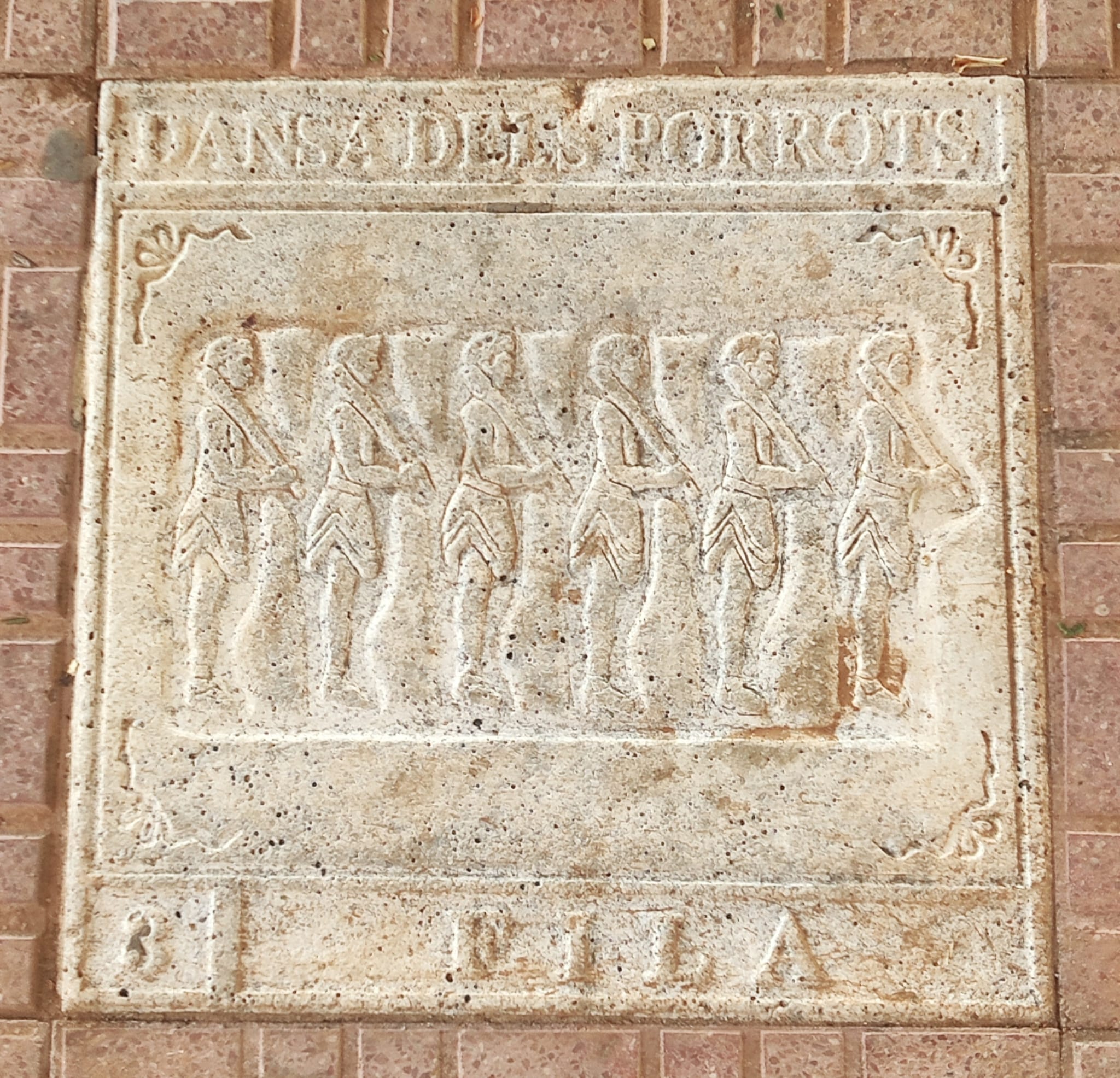
Paso 3. Fila
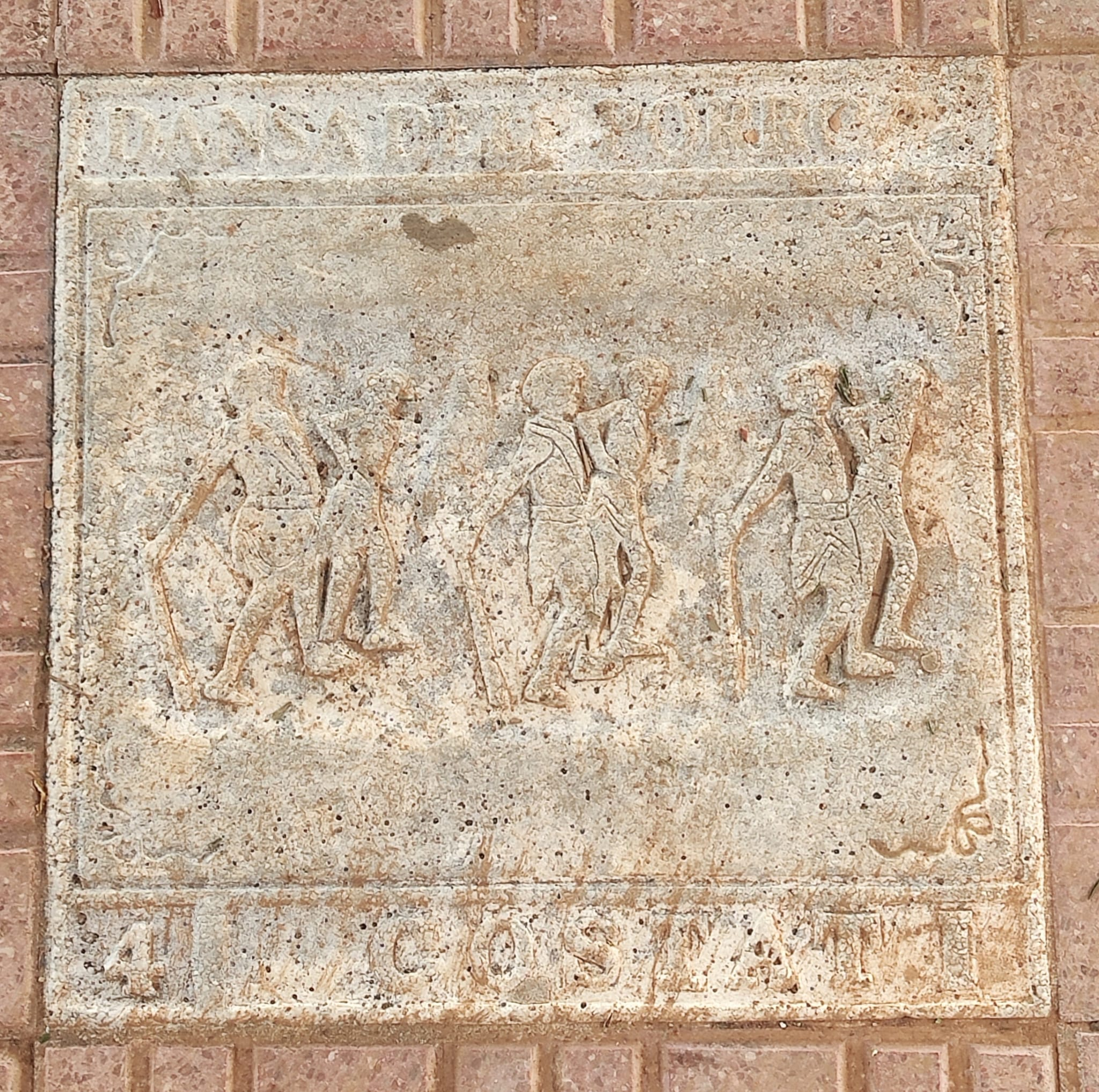
Paso 4. Costat
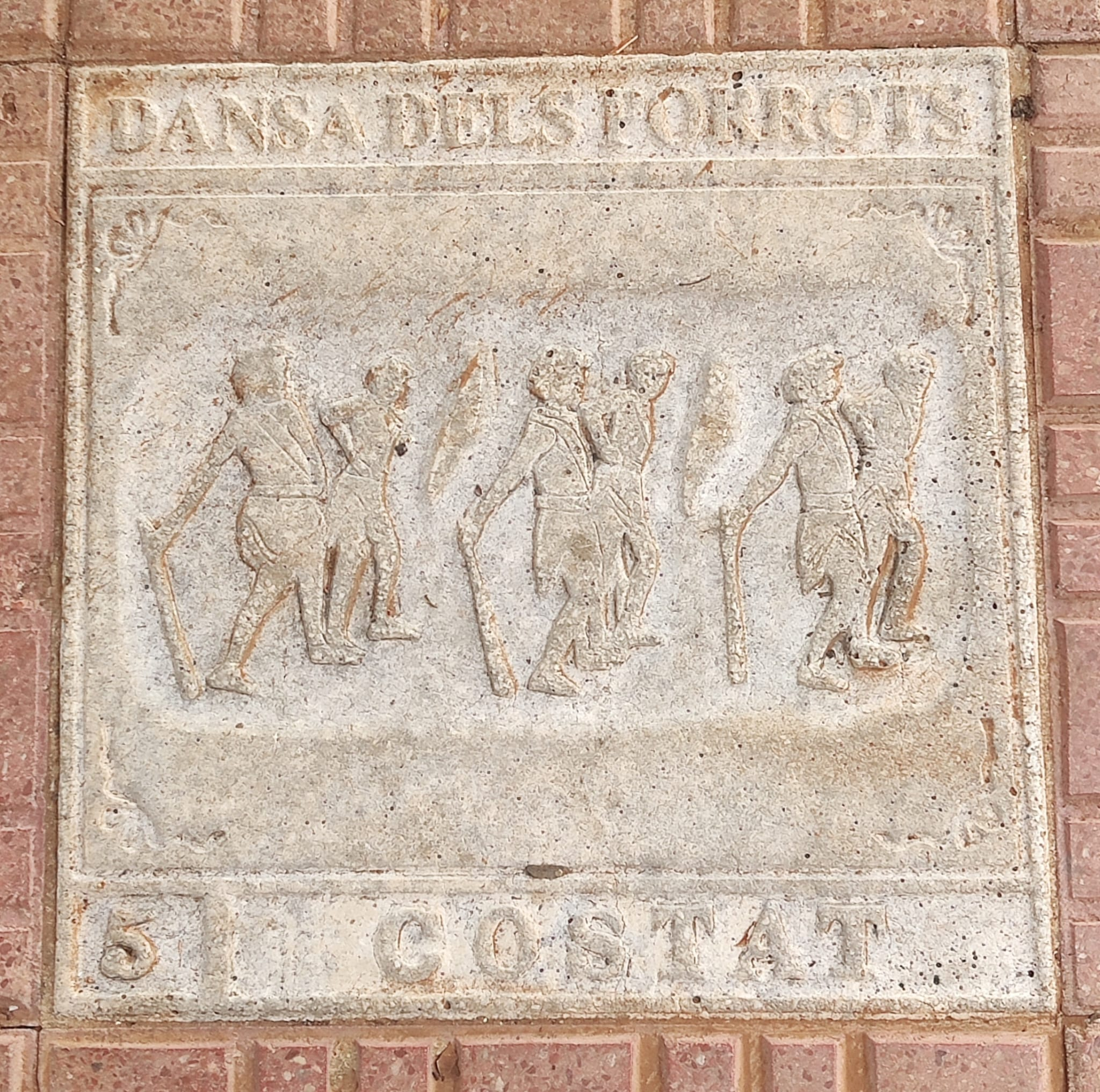
Paso 5. Costat
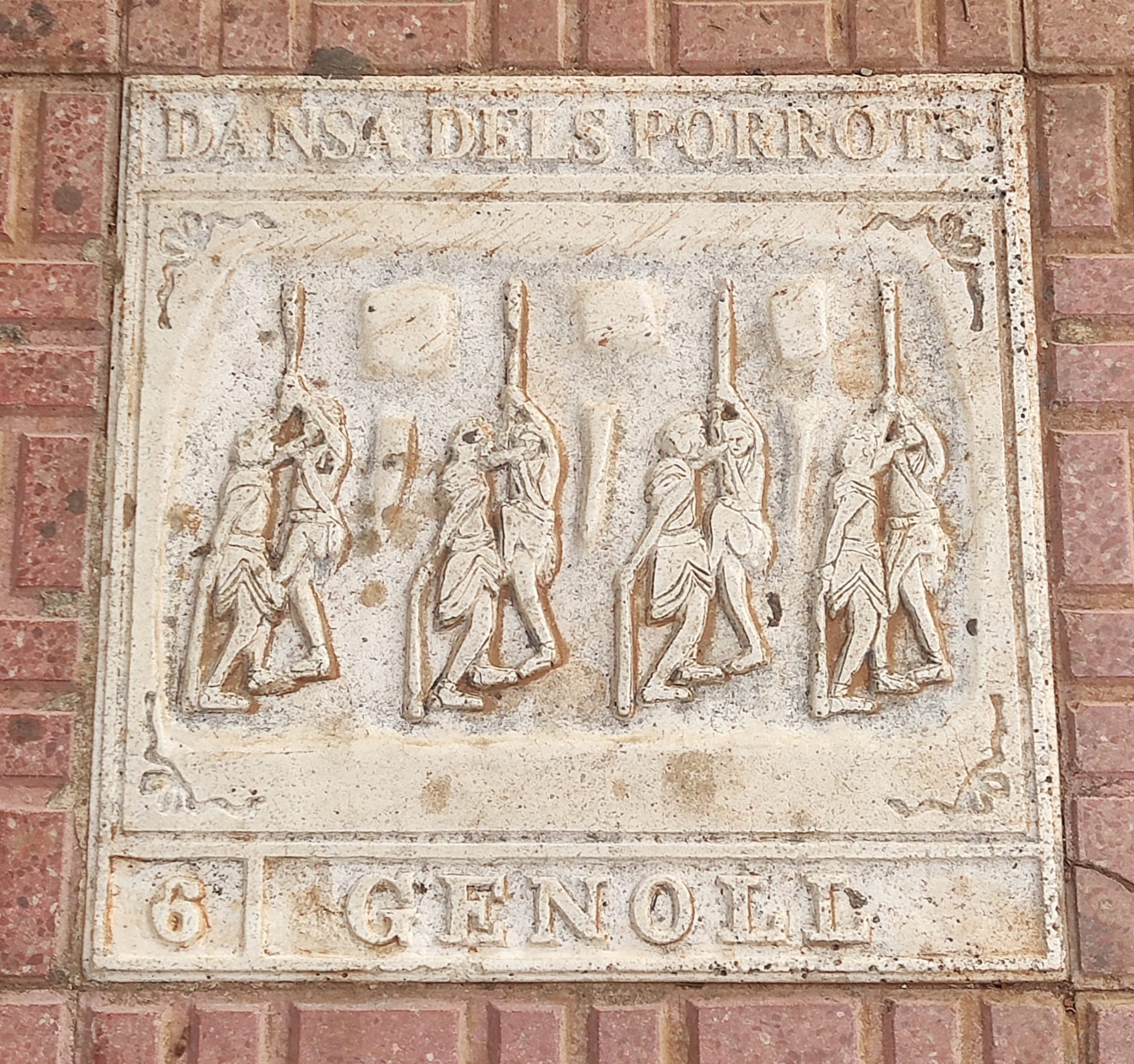
Paso 6. Genoll
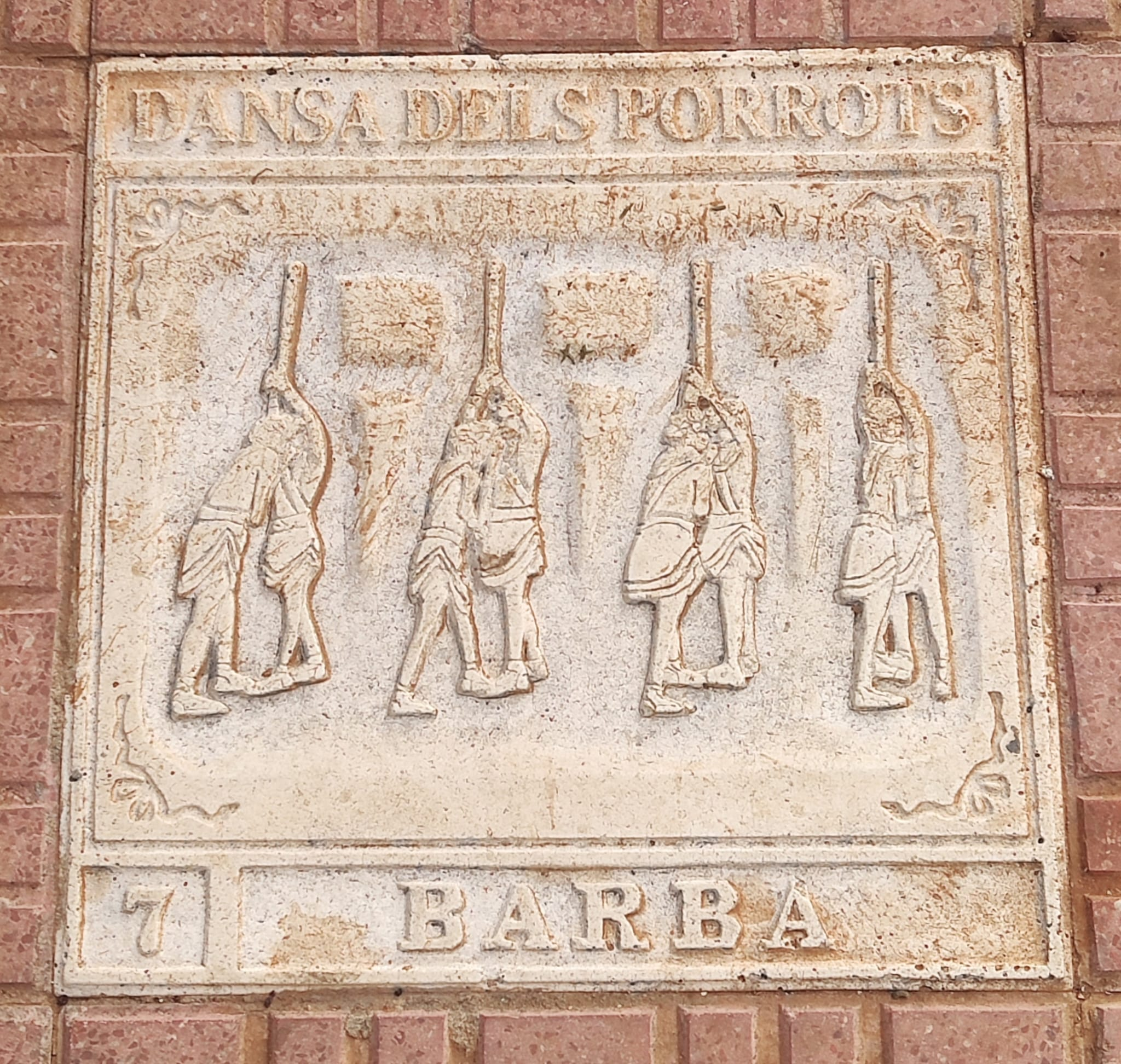
Paso 7. Barba
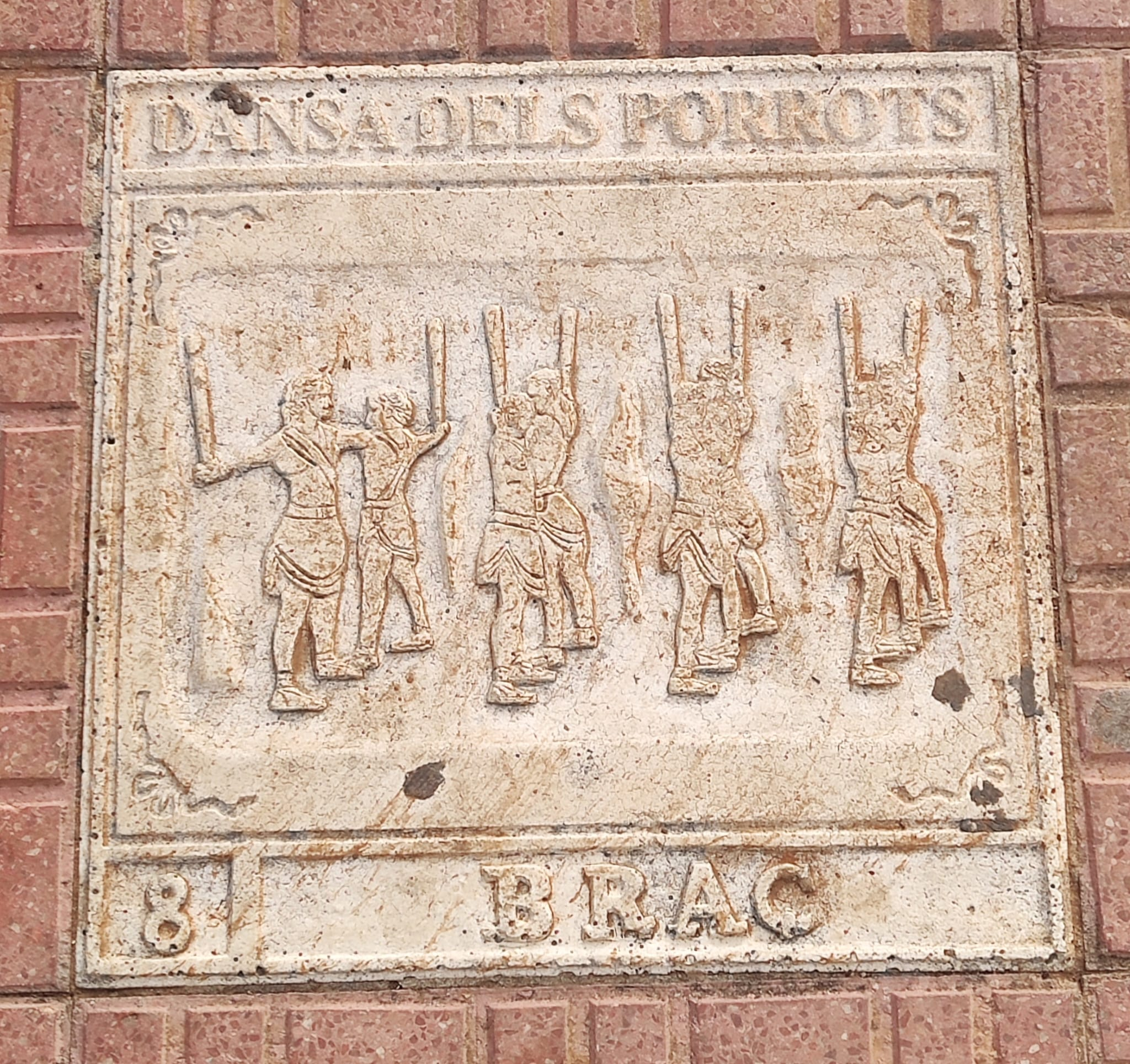
Paso 8. Braç
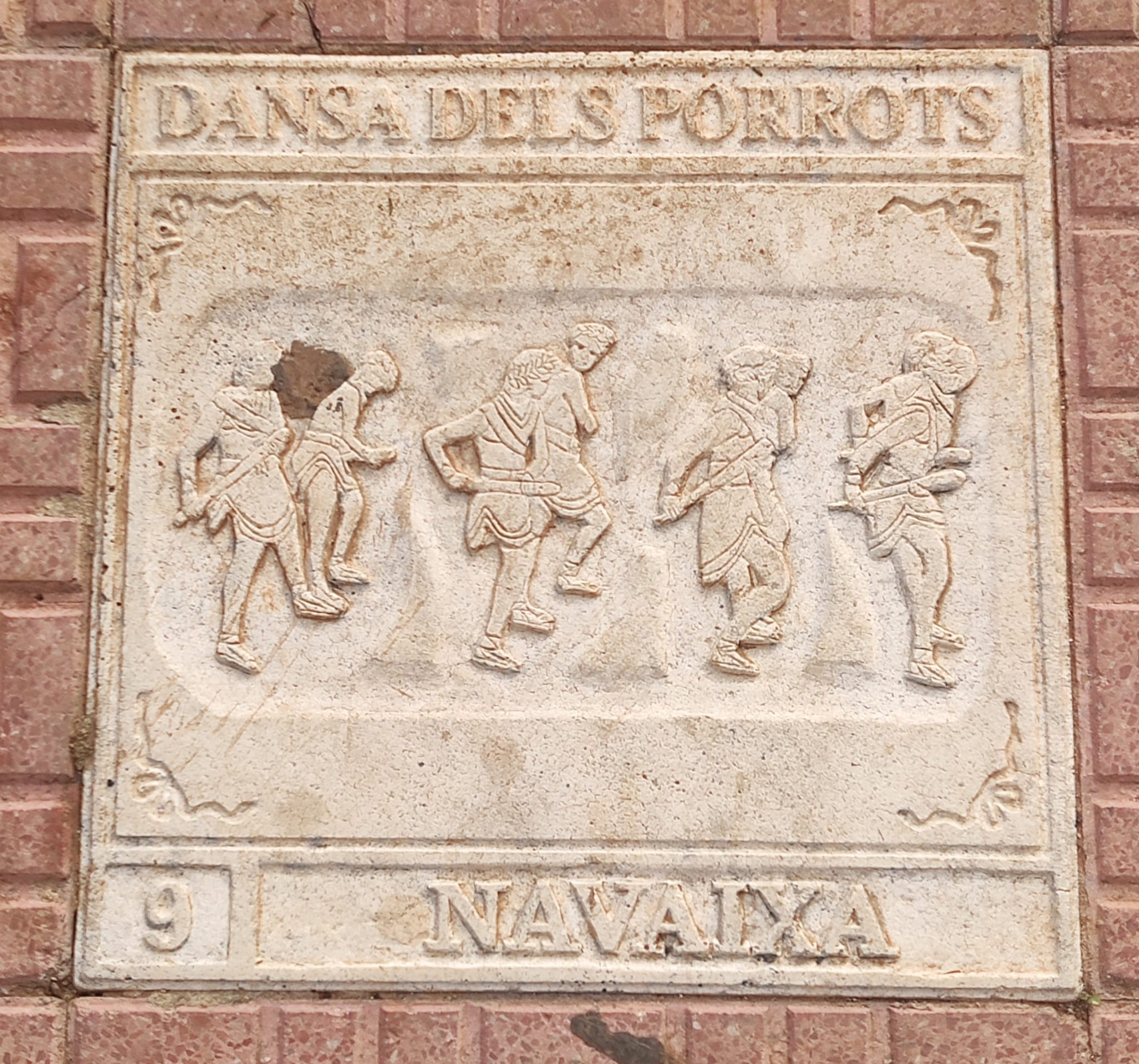
Paso 9. Navaixa
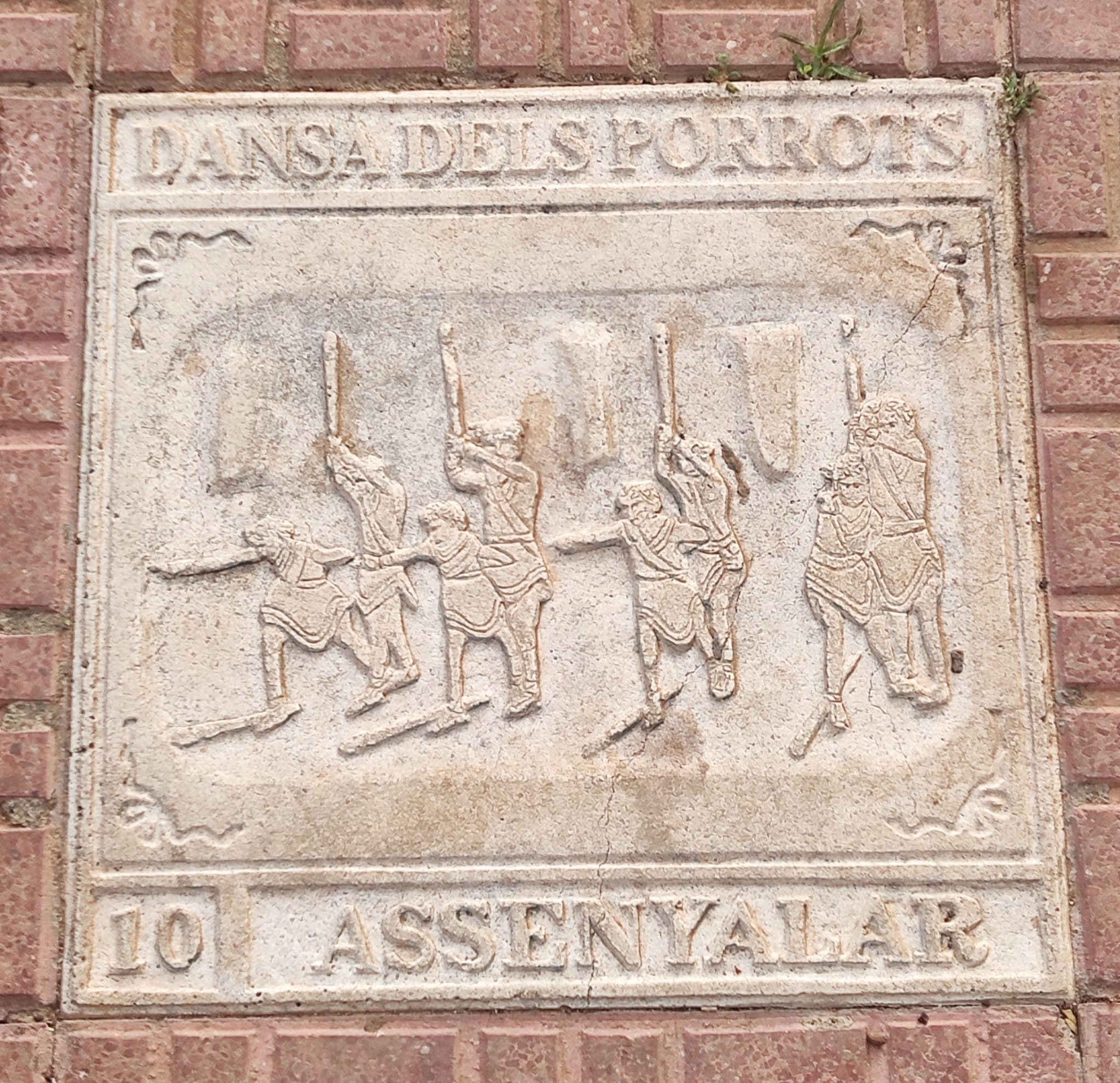
Paso 10. Assenyalar
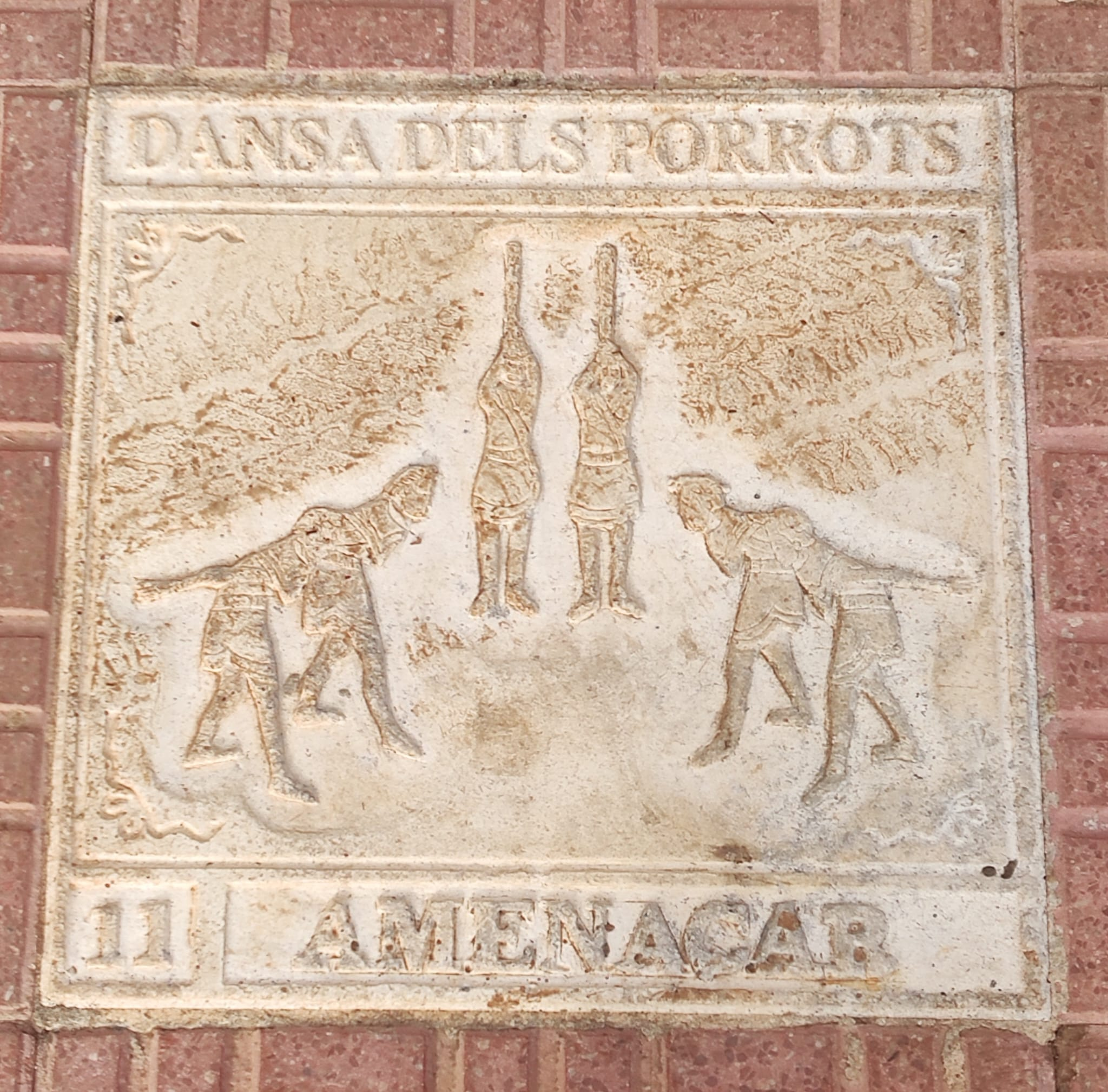
11.Amenaçar
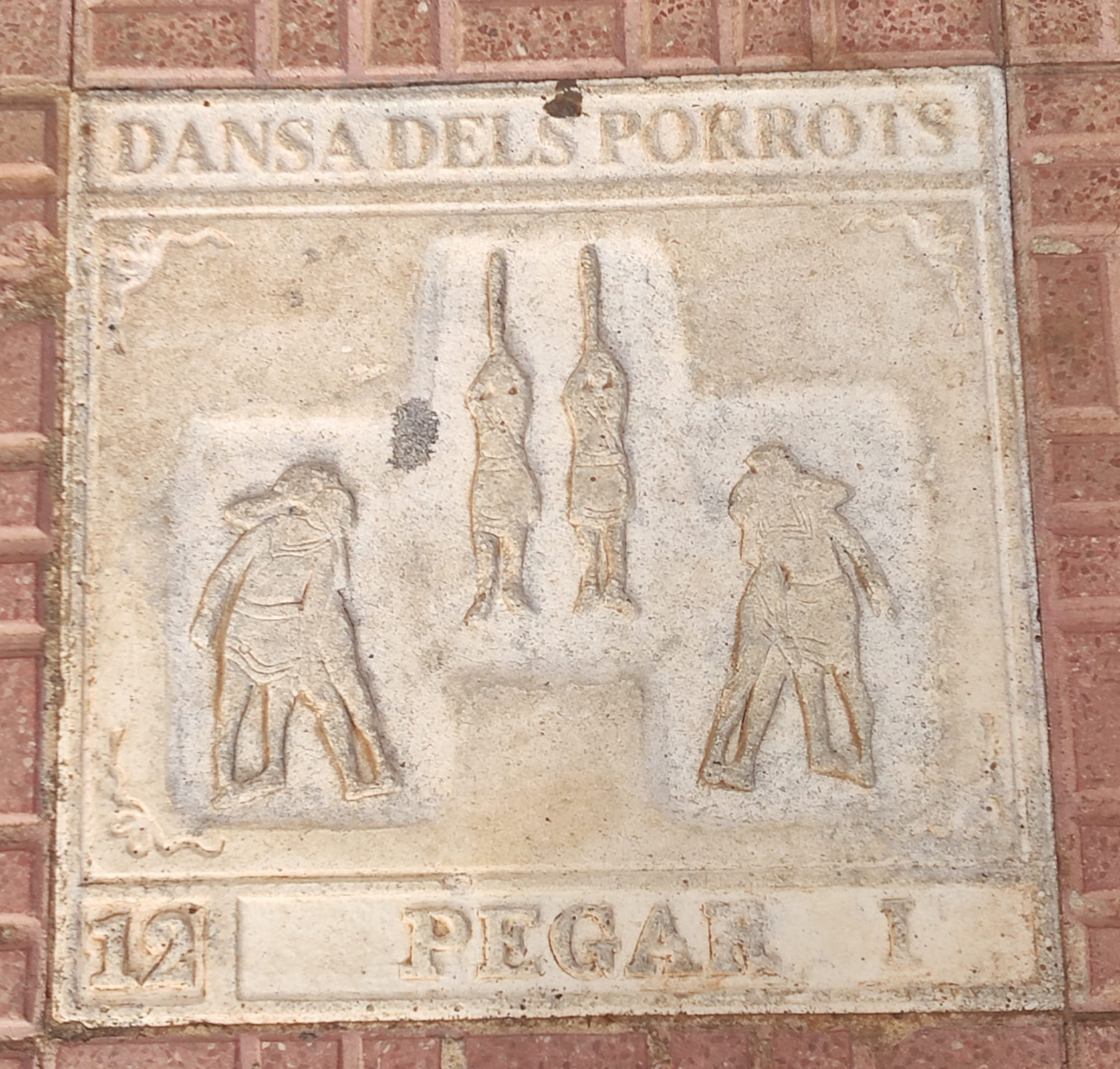
12.Pegar I
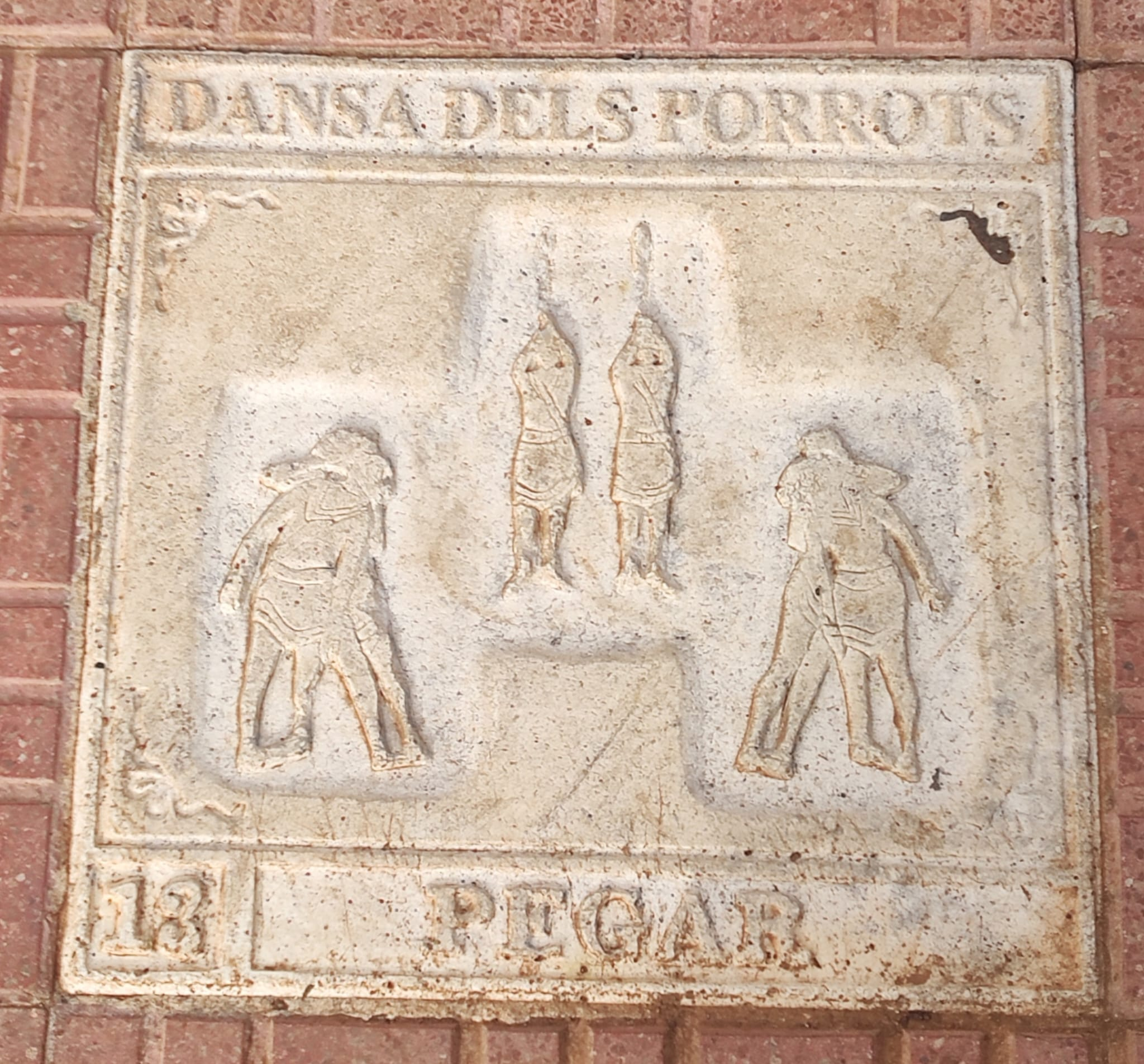
13.Pegar
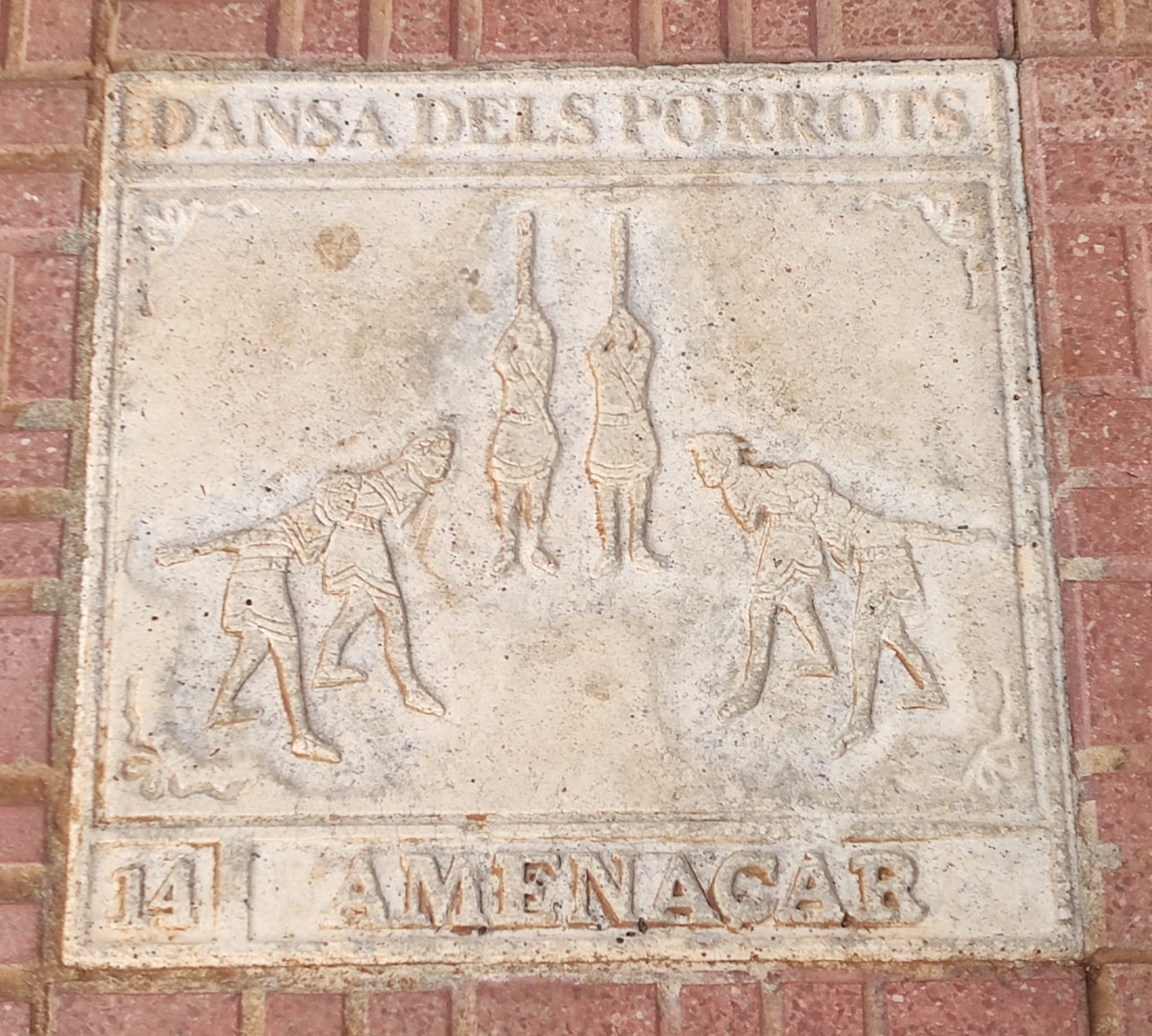
14.Amenaçar
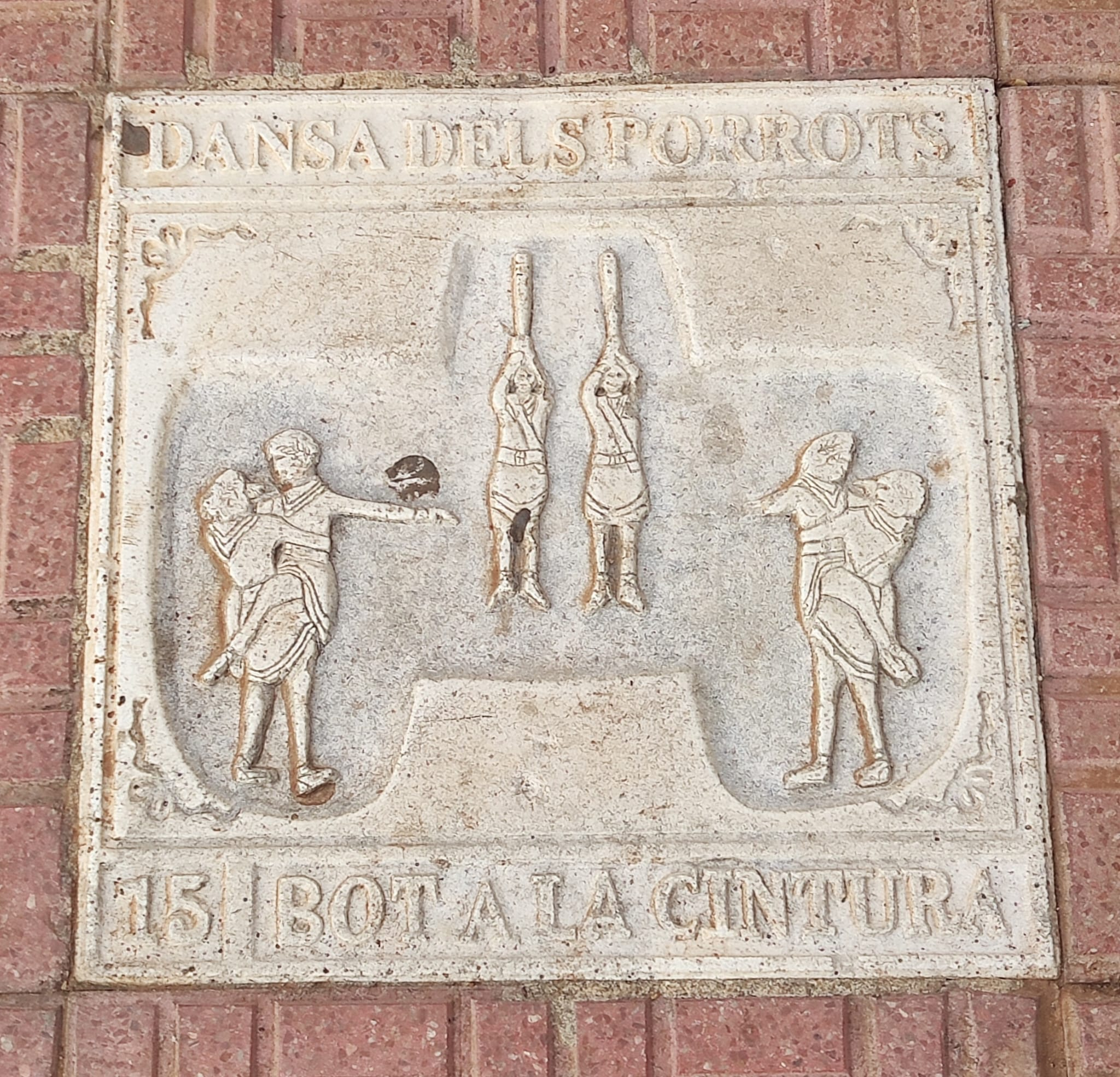
15.Bot a la cintura
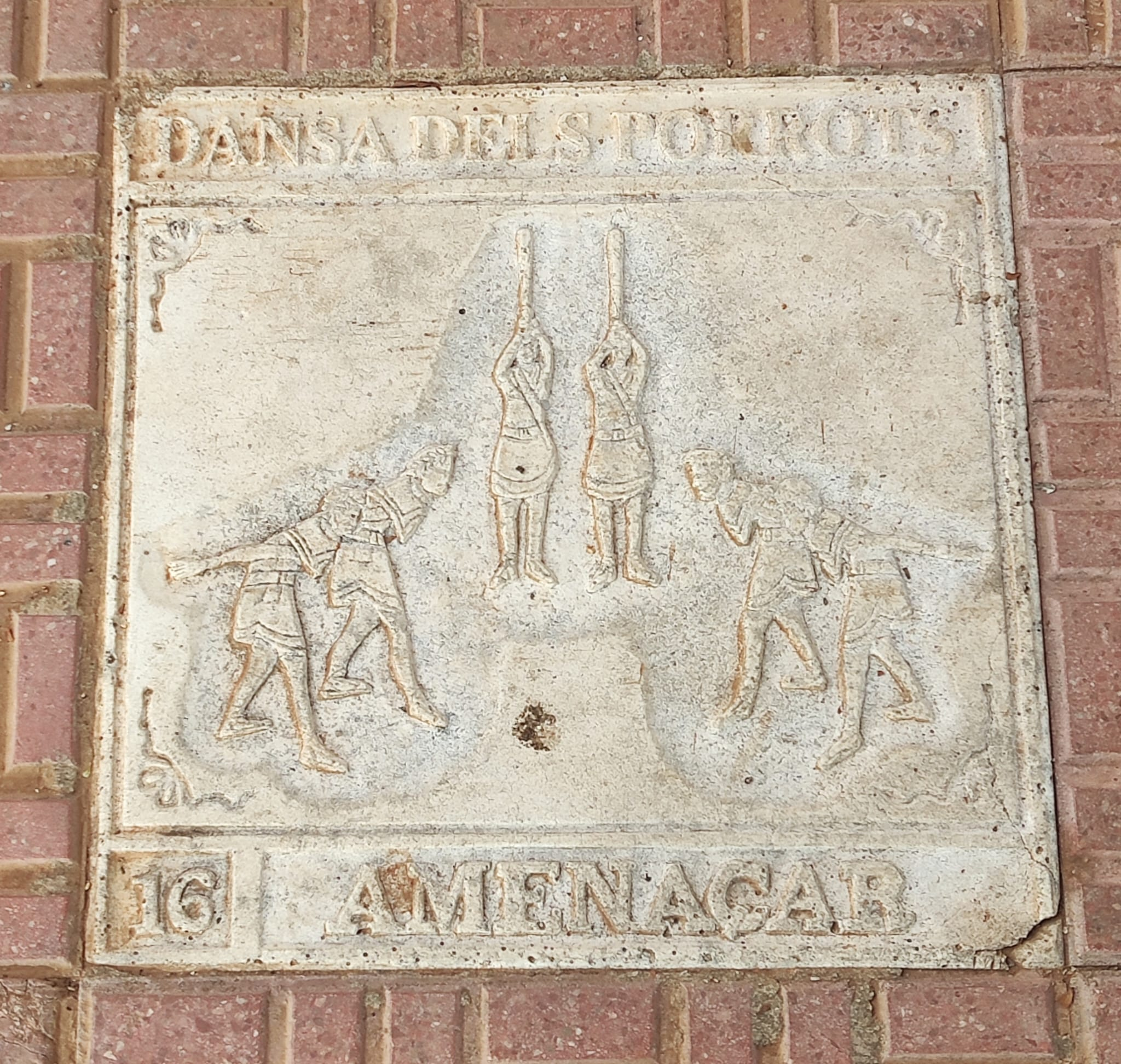
16.Amenaçar
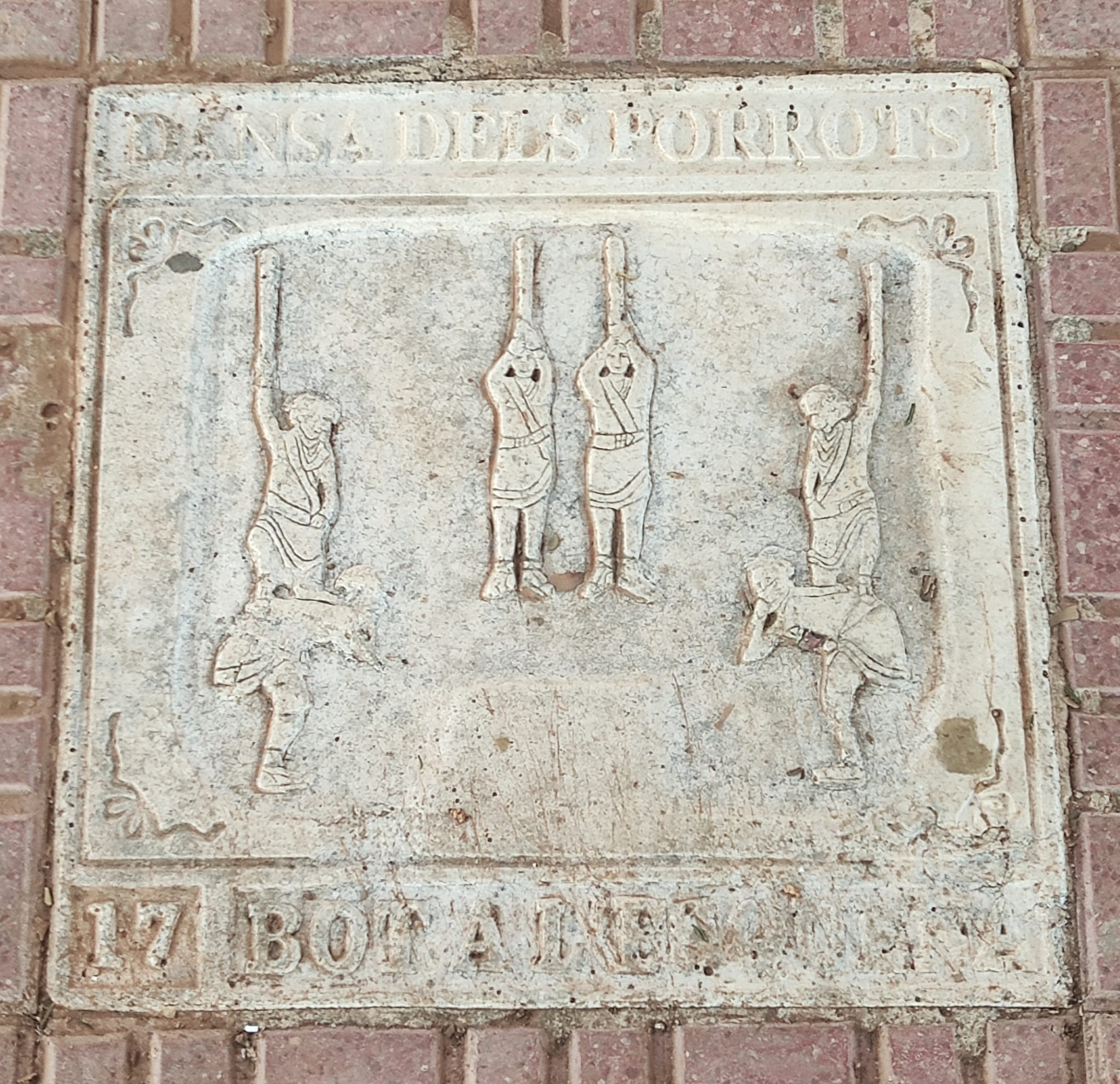
17.Bot a l'esquena
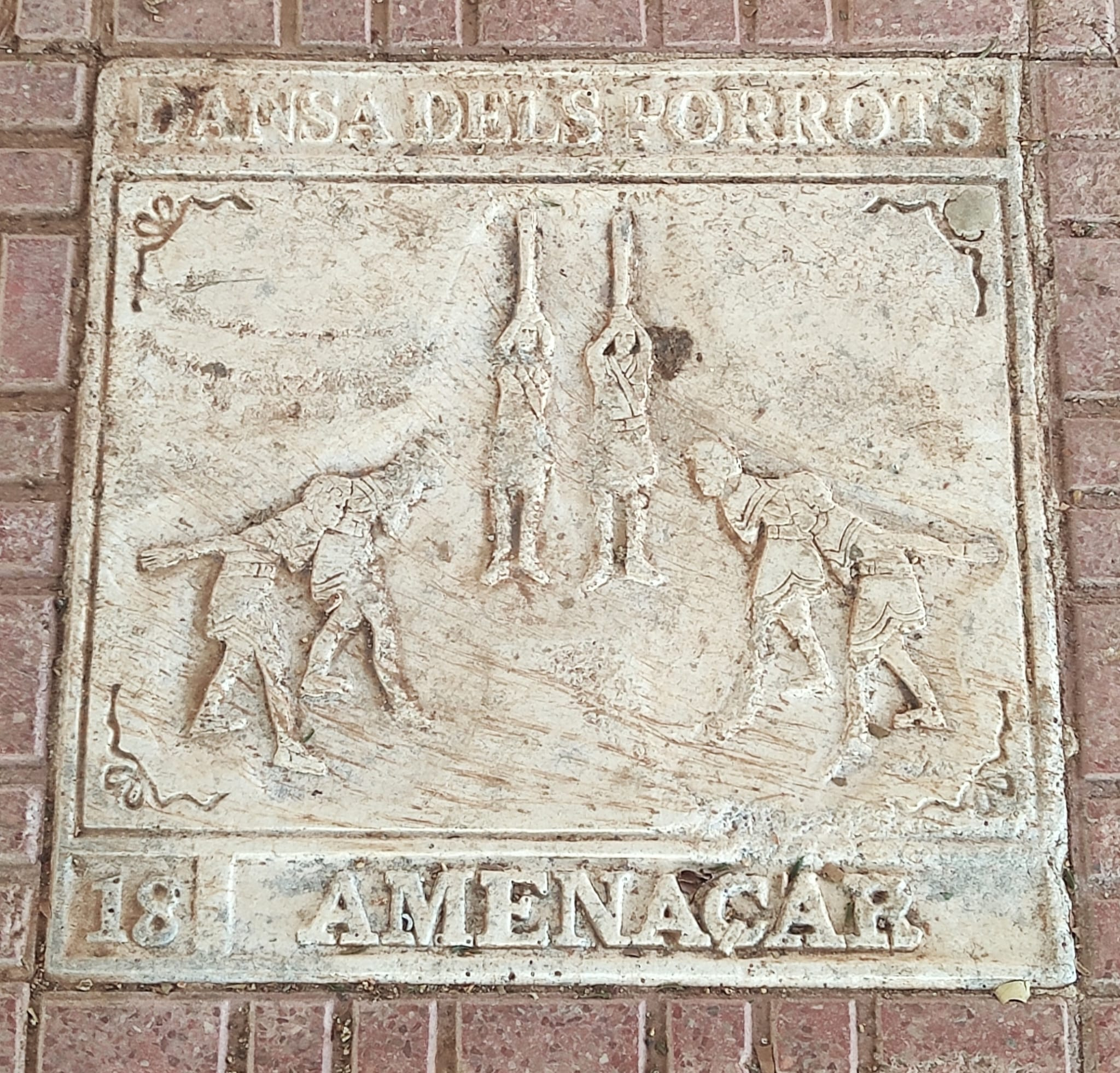
18.Amenaçar
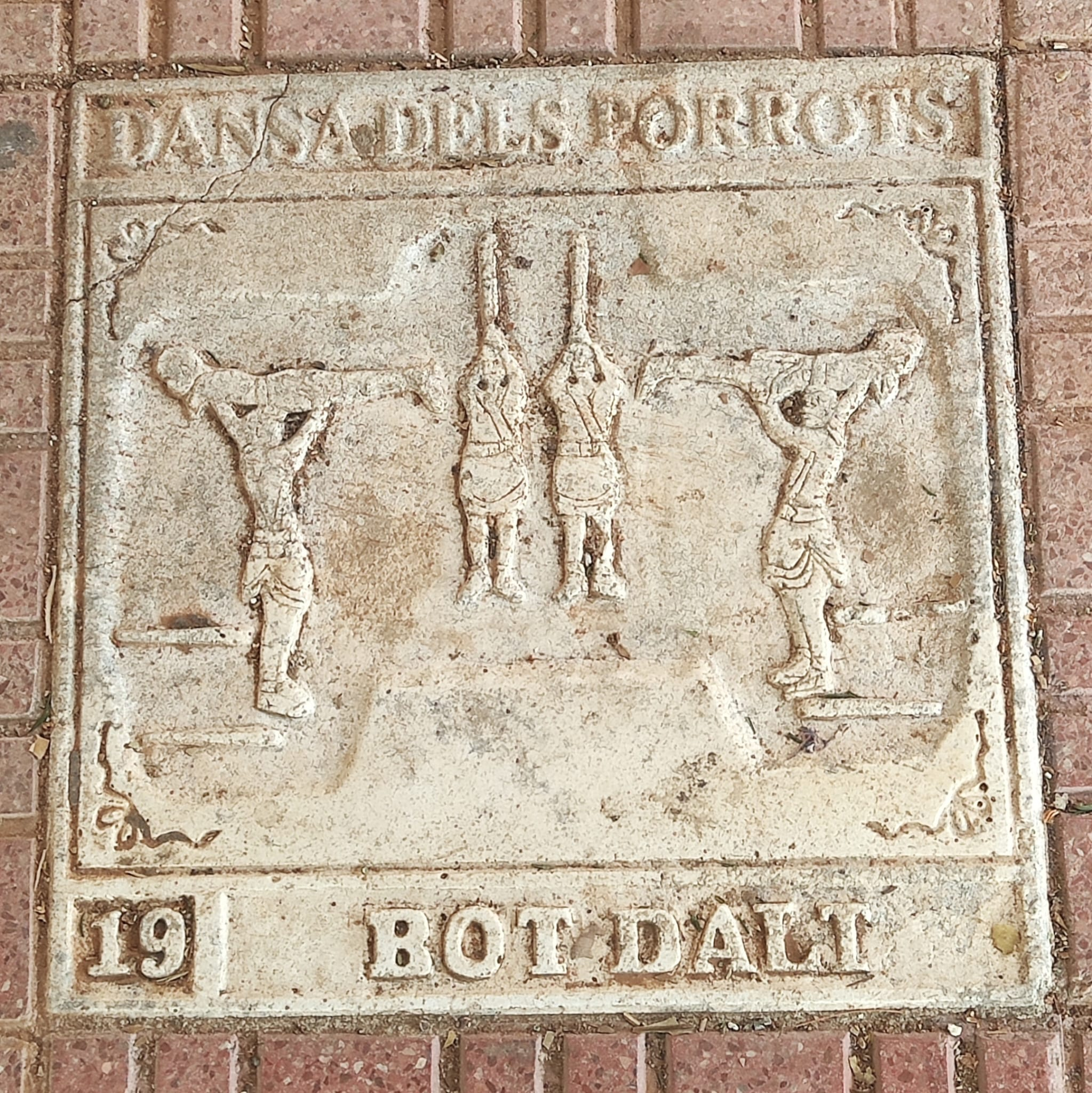
19.Bot d'alt
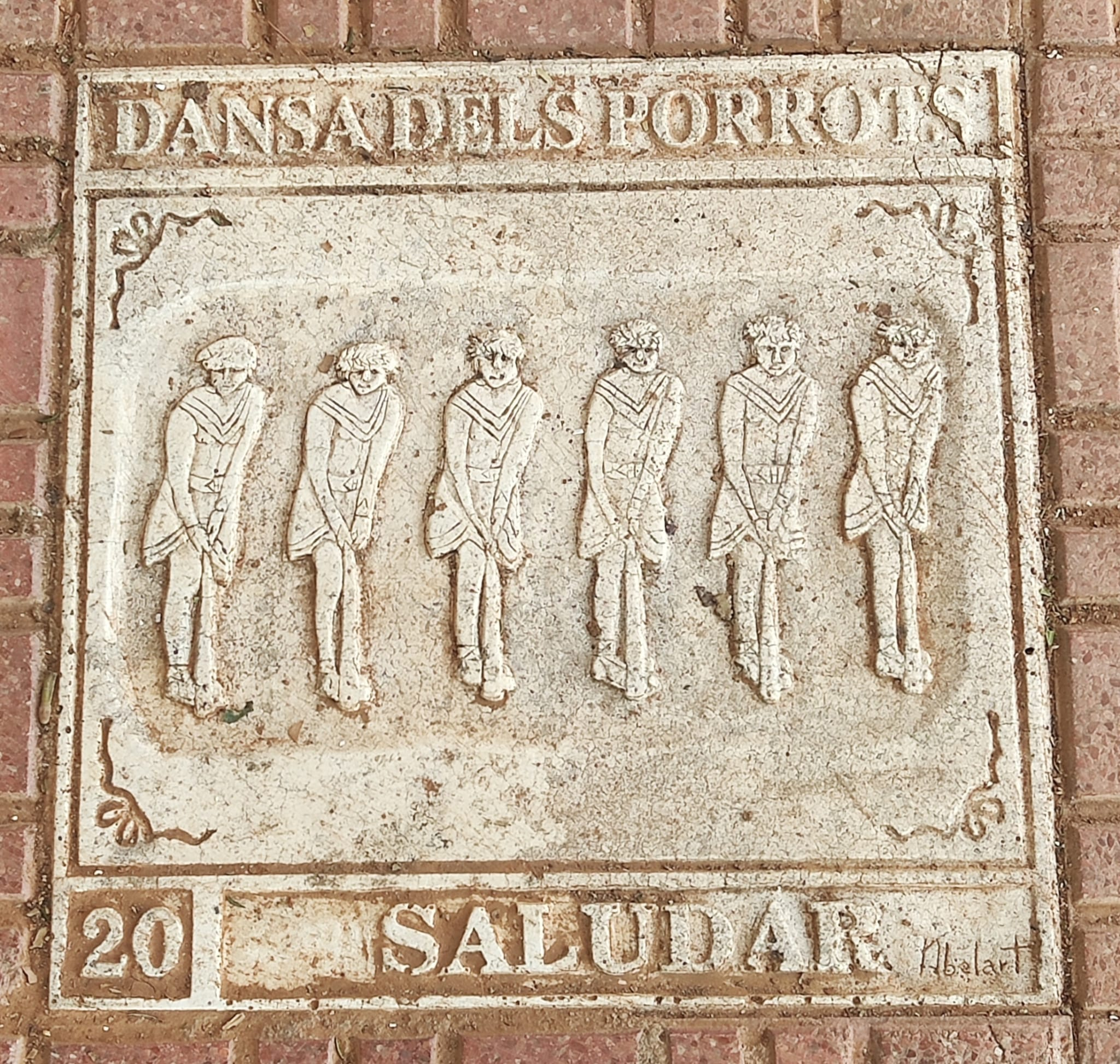
20.Saludar